# Emilio Aragón
Emilio Tomás Aragón Álvarez, conocido al principio de su carrera como Milikito (La Habana, 16 de abril de 1959), es un humorista, actor, escritor, payaso, músico, cantante, presentador, productor, director de cine, guionista, compositor y empresario audiovisual hispanocubano. Es conocido internacionalmente por su participación en el programa televisivo El Gran Juego de la Oca y la serie Médico de familia. Es hijo del famoso payaso Emilio Aragón Bermúdez (Miliki), de quien tomó su apodo circense: Milikito. Pertenece a la cuarta generación de payasos de la familia Aragón. Fue el presidente honorífico de la cadena de televisión La Sexta, en su creación.

## Biografía
Nació en La Habana, donde vivió hasta 1960 y después se mudó con su familia a España. Perteneciente a la saga de la familia Aragón, es hijo de Emilio Aragón Bermúdez (Miliki) y de Rita Violeta Álvarez.
Empezó su carrera en el programa El gran circo de TVE en 1977, con el nombre de Milikito, junto a su padre, su tío Gabriel Aragón Bermúdez (Gaby) y su primo Alfonso Aragón Sac (Fofito). En 1981 abandonó ese programa que había sido bautizado popularmente como el de Los Payasos de la Tele y dos años más tarde presentó en la temporada 1983-1984 de Televisión Española el espacio Ni en vivo ni en directo que basaba su contenido en bosquejos de humor. Más tarde, en septiembre de 1984 estrenó en Madrid el musical Barnum, creado por Mark Bramble, Cy Coleman y Michael Stewart, y del que fue productor ejecutivo, protagonista y responsable de las letras en castellano.

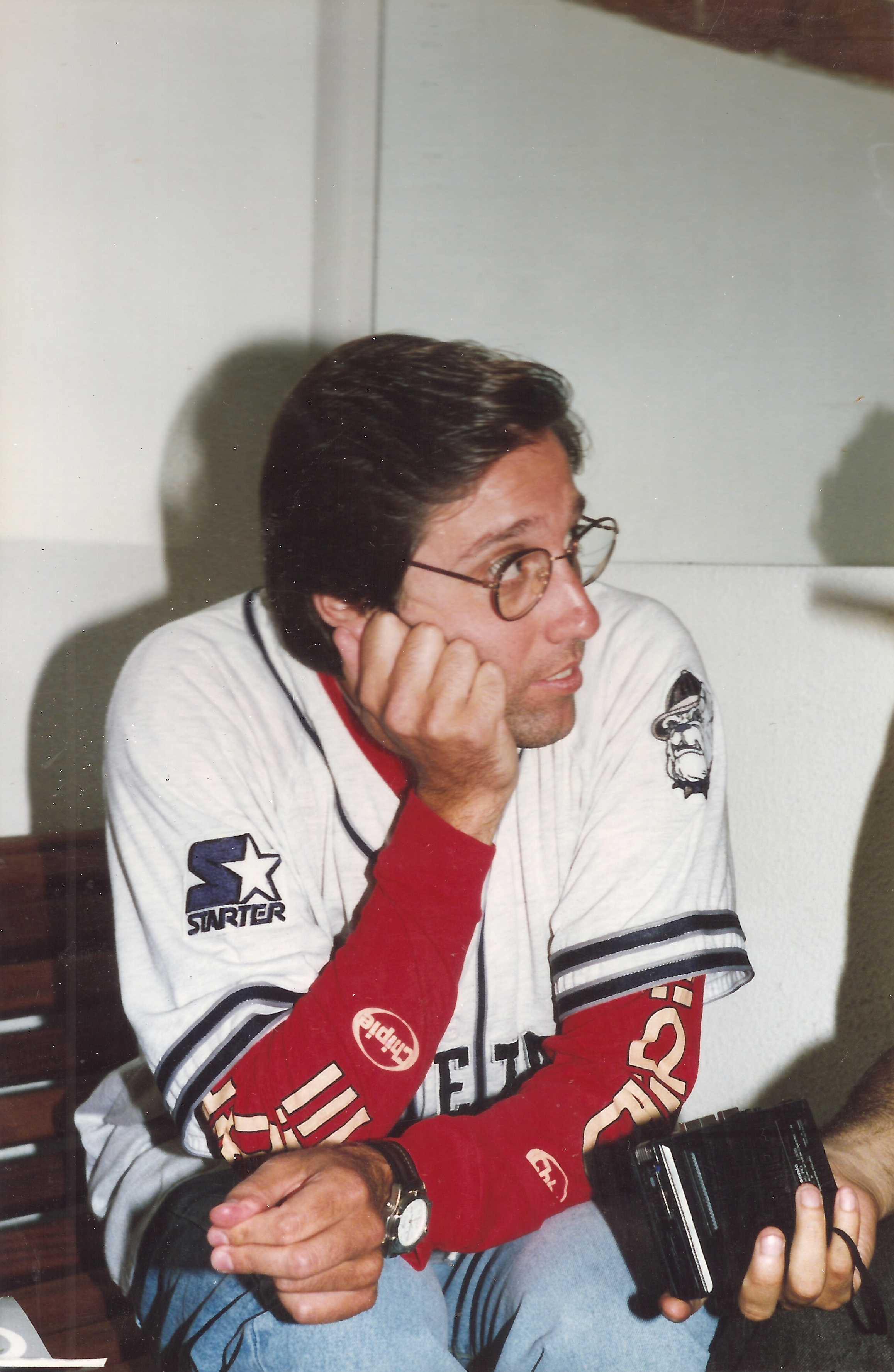
Emilio Aragón

Alcanzó gran popularidad a mediados de la década de 1980 como presentador. En esta época se encargará del programa Saque Bola de Canal Sur acompañado de José María Fraguas. Por este trabajo obtuvo el TP de Oro al personaje más popular de Canal Sur. Pero su salto a la fama llegará con el programa VIP en Telecinco; un concurso vespertino que dirigirá de lunes a viernes junto al realizador Daniel Écija y con la colaboración en la presentación de Belén Rueda. El espacio obtendrá una buena aceptación y fruto de ella pronto se abordará su versión infantil, VIP Guay para los sábados copresentada por Ana Chávarri y Raquel Carrillo, y VIP Noche. Será en este último donde, debido a su mezcla de concurso y gala, adquirirá su imagen más recordada de aquellos años con su esmoquin acompañado de zapatillas deportivas, así como su palabra más emblemática: "Dabuten". Estaba acompañado también por la cantante mexicana Thalía y las integrantes del grupo femenino Cacao Maravillao. También hace un pequeño cameo en la película de Martes y Trece: El robobo de la jojoya en 1991.

Emilio en sus inicios en televisión como Milikito en 1977.

En 1992 el por entonces presidente del Grupo Zeta Antonio Asensio se hace con el control de Antena 3 y acomete una importante renovación de toda su plantilla. Tras "La Regala", programa especial de Navidad grabado en el Palau Sant Jordi ante 15 000 personas,  Emilio Aragón y su equipo será su fichaje más reconocible, y tras otorgarle la dirección del espacio Noche, noche, en la temporada 1993-1994 será puesto al frente de El gran juego de la oca, que se convirtió en su mayor éxito en la cadena. Por estas fechas y en compañía de su mano derecha, el ya mencionado Daniel Écija, funda en 1993 la productora Globomedia que concebirá o adaptará para España programas como ¡Qué me dices!, Caiga quien caiga o El Club de la Comedia, o series como Compañeros o posteriormente 7 vidas, Aída, Los hombres de Paco y muchas más.
En 1995 y tras un tiempo en el extranjero vuelve a Telecinco con un proyecto de serie familiar que a la postre se traduciría en su papel protagonista más recordado y reconocido por el público: Médico de familia, que permaneció en antena hasta diciembre de 1999. En la misma, y al margen su faceta de productor, encarnaba al personaje principal: Nacho Martín. Tras esta apuesta, mantuvo en la misma cadena entre 2002 y 2003 tres temporadas de la producción Javier ya no vive solo en la que interpretaba a un cuarentón soltero que se hacía cargo de sus sobrinas, aunque no consiguió revalidar el éxito de su anterior formato. Finalmente en 2004 volvió a probar suerte en Antena 3 con Casi perfectos, aunque los malos resultados de audiencia llevaron a la cadena a cancelar su emisión tras una segunda temporada pobre en resultados.

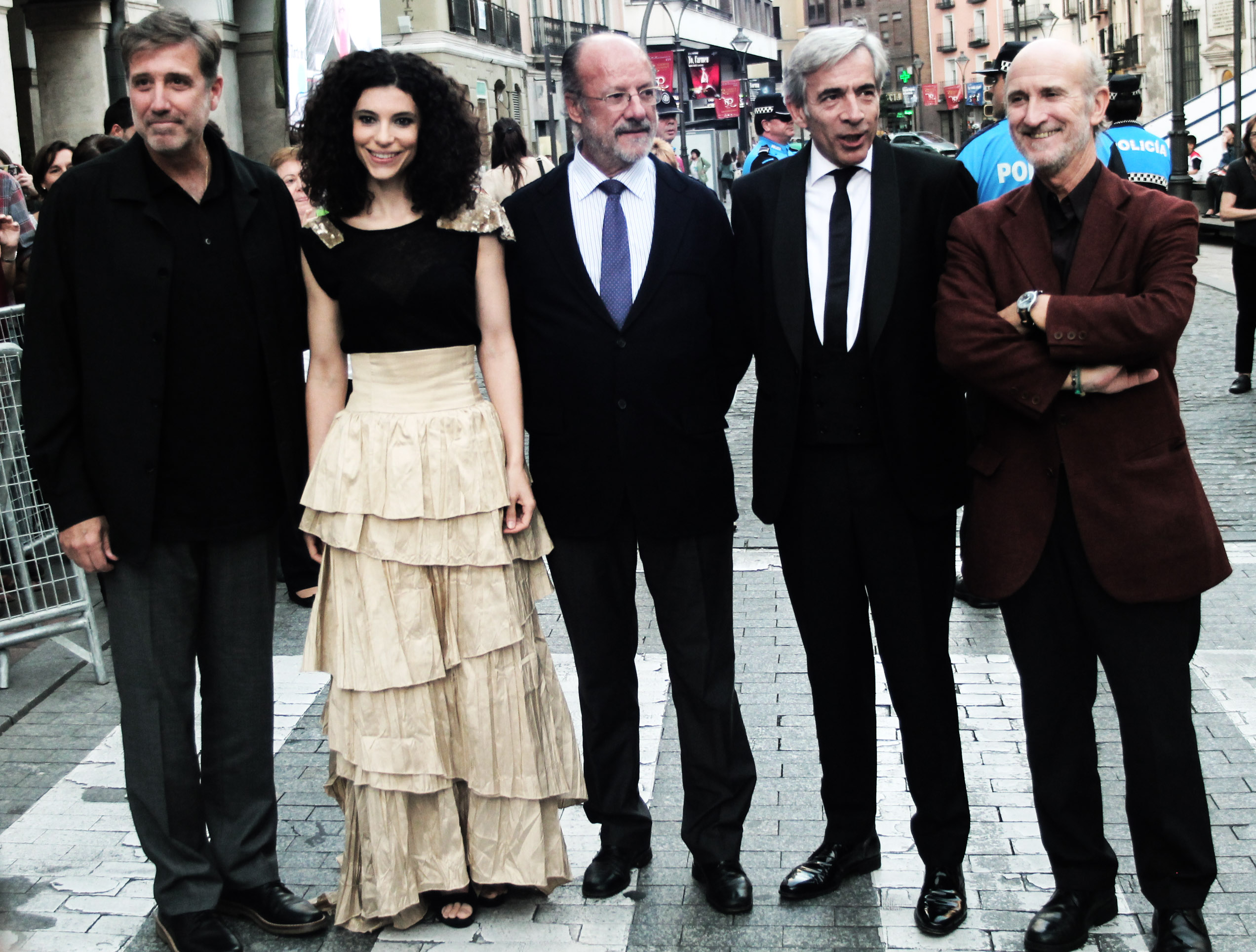
Emilio Aragón junto a Irene Visedo, Francisco Javier León de la Riva, Imanol Arias y Javier Angulo en la Seminci 2014

Desde 2006 es presidente honorífico de la cadena de televisión La Sexta, de cuyo accionariado posee una parte importante Globomedia. En ella presentó el programa de improvisación Los irrepetibles de Amstel y adquirió el apodo cariñoso de "El señor de La Sexta" otorgado por el programa Sé lo que hicisteis. Entremedias dirigió en 2009 su primera película, Pájaros de papel, con Imanol Arias, Lluís Homar y Carmen Machi. En 2012 viajó a Estados Unidos para dirigir a Robert Duvall en la película Una noche en el Viejo México, que se estrenó en mayo de 2014.
Otras de sus facetas han sido las de intérprete de álbumes musicales de corte desenfadado como Te huelen los pies, posee el título de piloto, y forma parte de asociaciones de fines solidarios como Acción Contra el Hambre (de la que es vicepresidente), Intermón Oxfam, el Comité Drogas No y la Fundación Dales la Palabra. También forma parte del proyecto "No Hunger" que pretende convencer a Al Gore para que su próximo documental esté dirigido contra la desnutrición debido al gran calado social de su Una verdad incómoda.
En 2017 estrenó la serie Pulsaciones en Antena 3, donde era el director y guionista de la misma. En 2019, decidió centrarse en su faceta musical y presentó su disco La vuelta al mundo, utilizando el pseudónimo de Bebo San Juan. En 2021 volvió a presentar un programa de televisión, B.S.O, en #0 de Movistar+ en España.

## Vida personal
Hijo del payaso Emilio Aragón Bermúdez "Miliki" y de la cubana Rita Violeta Álvarez Fernández. Tiene tres hermanas, Rita Irasema, cantante y presentadora, María del Pilar, una empresaria de Globomedia y María Amparo una escenógrafa de El Gran Juego de la Oca y de Médico de familia. Emilio se casó en Asturias el 19 de agosto de 1983 con Aruca Fernández-Vega Feijoó, perteneciente a una larga saga de prestigiosos oftalmólogos, tienen tres hijos: Icíar (1985), Macarena (1988) e Ignacio (1992).

## Programas de televisión
| Año       | Título                                                     | Canal                                      | Notas                                                                    |
| --------- | ---------------------------------------------------------- | ------------------------------------------ | ------------------------------------------------------------------------ |
| 1965-1968 | El Show de Las 5                                           | Canal 2 (Puerto Rico), Canal 8 (Venezuela) |                                                                          |
| 1971-1972 | El Show de Gaby Fofó y Miliki                              | Canal 13 (Argentina)                       |                                                                          |
| 1973      | Las aventuras de Gaby, Fofó y Miliki                       | TVE                                        | Aparición en la aventura "Los fotógrafos". Programa: 26 de julio de 1973 |
| 1977-1981 | El gran circo de TVE                                       | TVE                                        |                                                                          |
| 1978      | El Show de Gaby, Miliki, Fofito y Milikito                 | Argentina Televisora Color (Canal 7)       |                                                                          |
| 1980      | 625 líneas                                                 | TVE                                        | Invitado junto a Gaby, Miliki y Fofito                                   |
| 1981      | Esta noche                                                 | TVE                                        | Invitado junto a Gaby, Miliki y Fofito                                   |
| 1982      | El loco mundo de los payasos                               | TVE                                        | Programa: 25 de mayo de 1982                                             |
| 1982      | Tompy, el conejito de trapo                                | TVE                                        | Especial de televisión                                                   |
| 1983-1984 | Ni en vivo ni en directo                                   | TVE                                        |                                                                          |
| 1984      | Un, dos, tres... responda otra vez                         | TVE                                        | Programa: 9 de noviembre de 1984                                         |
| 1985      | Festival OTI de la Canción                                 | TVE                                        | Junto a Paloma San Basilio                                               |
| 1987      | Cabalgata de los Reyes Magos 1987 (con los Electroduendes) | TVE-1                                      |                                                                          |
| 1989      | Saque bola                                                 | Canal Sur                                  | Presentador                                                              |
| 1990      | VIP                                                        | Telecinco                                  | Presentador                                                              |
| 1990-1992 | VIP Noche                                                  | Telecinco                                  | Presentador                                                              |
| 1990-1991 | VIP Guay                                                   | Telecinco                                  | Presentador                                                              |
| 1993      | Noche, noche                                               | Antena 3                                   | Presentador                                                              |
| 1993-1994 | El gran juego de la oca                                    | Antena 3                                   | Presentador                                                              |
| 1995      | Sin complejos                                              | El Trece                                   | Presentador y productor                                                  |
| 1995      | Un paseo por el tiempo                                     | TVE-1                                      | Mensaje desde Argentina                                                  |
| 1998      | Gala de la hispanidad 1998                                 | Telecinco                                  |                                                                          |
| 1999      | Cine de barrio                                             | TVE-1                                      | Programa: 4 de diciembre de 1999                                         |
| 1999      | Gala Unicef, A mis niños de 30 años                        | TVE-1                                      |                                                                          |
| 2002-2003 | El Club de la Comedia                                      | Antena 3                                   | Presentador                                                              |
| 2005      | Las aventuras de los Gabytos                               | Antena 3                                   | Genio de la lámpara                                                      |
| 2006-2007 | Los irrepetibles de Amstel                                 | La Sexta                                   | Presentador                                                              |
| 2014-2018 | El hormiguero 3.0                                          | Antena 3                                   | Invitado y Colaborador                                                   |
| 2021      | La resistencia                                             | #0                                         | Invitado                                                                 |
| 2021      | B.S.O.                                                     | #0                                         | Presentador                                                              |

## Películas

### Como actor
| Año  | Título                 | Papel              | Notas         |
| ---- | ---------------------- | ------------------ | ------------- |
| 1987 | Policía                | Gumersindo 'Gumer' | Protagonista  |
| 1988 | Tú y yo                | Emilio Fonseca     | Directo a VHS |
| 1991 | El robobo de la jojoya | Cliente Asustado   | Cameo         |

### Como director
| Año  | Título                       | Notas                          |
| ---- | ---------------------------- | ------------------------------ |
| 2010 | Pájaros de papel             | También guionista y compositor |
| 2014 | Una noche en el Viejo Mexico | También guionista y compositor |

### Como productor
| Año  | Título                            | Notas                            |
| ---- | --------------------------------- | -------------------------------- |
| 2008 | Carlitos y el campo de los sueños | También compositor               |
| 2018 | Lucha de gigantes                 | Basado en una idea original suya |

## Series de televisión

### Como actor
| Año         | Título                   | Papel         | Cadena    | Notas         |
| ----------- | ------------------------ | ------------- | --------- | ------------- |
| 1983        | Ni en Vivo ni En Directo | Varios        | TVE       | Protagonista  |
| 1995        | Farmacia de guardia      | Nacho Martín  | Antena 3  | 1 episodio    |
| 1995 - 1999 | Médico de familia        | Nacho Martín  | Telecinco | 119 episodios |
| 2002 - 2003 | Javier ya no vive solo   | Javier Alonso | Telecinco | 26 episodios  |
| 2004 - 2005 | Casi perfectos           | Andrés Costa  | Antena 3  | 26 episodios  |
| 2019        | Paquita Salas            | Profesor      | Netflix   | 1 episodio    |

### Como director
| Año  | Título      | Cadena   | Notas             |
| ---- | ----------- | -------- | ----------------- |
| 2017 | Pulsaciones | Antena 3 | También guionista |

## Discografía
- Gaby Miliki Fofito y Milikito "Había una vez un disco" (1977)
- Gaby Miliki Fofito y Milikito "Cómo me pica la nariz" (1979)
- Gaby Miliki Fofito y Milikito "Cantando siempre cantando" (1980)
- Discolandia (1980)
- Te huelen los pies (1991)
  - Te huelen los pies
  - Cuidado con Paloma (que me han dicho que es de goma)
  - Hey, Mister Waiter
  - Yo tengo una bolita
- Eso Es Así (1992)
- Atrapado (1993)
- A mis niños de 30 años (1999)
- El Soldadito de Plomo: Cuento sinfónico (2004)
- El Soldadet de Plom (versión en catalán) (2005)
- Bach to Cuba (2006)
- Carlitos y el campo de los sueños: Banda sonora original de la película Carlitos y el campo de los sueños (2008)
- Pájaros de papel: Banda sonora original de la película Pájaros de papel (2010)
- Longum Vitae Suspirium: Cantata para barítono coro y orquesta (2011)
- A night in Old Mexico: Banda sonora original de la película Una noche en el Viejo México (2013)
- Bebo San Juan: La vuelta al mundo (2019)

## Doblaje
- Stuart Little y Stuart Little 2: Puso la voz de Stuart en la versión española (en la versión original era la voz de Michael J. Fox).

## Compositor
- Compuso la banda sonora de la película Una noche en el Viejo México, de la que también fue director y productor.[14]
- Compuso la banda sonora de la película Pájaros de papel, de la que también fue director, guionista y productor.
- Compuso la cantata para barítono, coro y orquesta Longum Vitae Suspirium, a partir de una selección de textos de José Saramago por encargo de la Asociación Española de Orquestas Sinfónicas y la Fundación Autor.
- Compuso la banda sonora de la película Carlitos y el campo de los sueños, de la que también fue su productor.
- Compuso la música del ballet Blancanieves y dirigió la orquesta.
- Compuso la música de la serie de dibujos animados Esquimales en el Caribe, serie ideada por él.
- Compuso la música y cantó en el coro de la canción de la serie de dibujos animados La aldea del arce.
- Compuso la música de la serie de dibujos animados Noeli (interpretada por su hermana, Rita Irasema).
- Compuso e interpretó la sintonía de la serie de televisión 7 vidas.
- Compuso e interpretó la sintonía de la serie de televisión Periodistas.

## Espectáculos
- Festival Mundial del Circo (1977)
- Barnum (1984)

## Publicidad
- Puleva (1992)
- El Corte Inglés (1996)
- "Playa y montaña" (2016) (director)

## Libros
- Telmo Lobo. El misterio del capitán (Alfaguara, 2024) ISBN 9788410190368

## Premios y nominaciones

### Premios Goya
| Año  | Categoría              | Película                        | Resultado |
| ---- | ---------------------- | ------------------------------- | --------- |
| 2010 | Mejor dirección novel  | Pájaros de papel                | Candidato |
| 2010 | Mejor canción original | No se puede vivir con un franco | Candidato |
| 2013 | Mejor canción original | Aquí sigo                       | Candidato |
| 2013 | Mejor música original  | Una noche en el Viejo México    | Candidato |

### Antena de Oro
| Año  | Categoría  | Programa  | Resultado |
| ---- | ---------- | --------- | --------- |
| 1991 | Televisión | VIP Noche | Ganador   |

### Fotogramas de Plata
| Año  | Categoría         | Programa          | Resultado |
| ---- | ----------------- | ----------------- | --------- |
| 1995 | Mejor Actor de TV | Médico de familia | Nominado  |
| 1996 | Mejor Actor de TV | Médico de familia | Nominado  |
| 1997 | Mejor Actor de TV | Médico de familia | Nominado  |

### Premios Ondas
| Año  | Categoría                | Programa          | Resultado |
| ---- | ------------------------ | ----------------- | --------- |
| 1991 | Nacionales de Televisión | VIP Noche         | Ganador   |
| 1996 | Nacionales de Televisión | Médico de familia | Ganador   |

### TP de Oro
| Año  | Categoría                          | Programa                               | Resultado |
| ---- | ---------------------------------- | -------------------------------------- | --------- |
| 1989 | Personaje más popular de Canal Sur | Saque Bola                             | Ganador   |
| 1990 | Mejor Presentador                  | VIP Noche y VIP Guay                   | Ganador   |
| 1991 | Mejor Presentador                  | VIP Noche y VIP Guay                   | Ganador   |
| 1993 | Mejor Presentador                  | El gran juego de la oca y Noche, noche | Ganador   |
| 1995 | Mejor Actor                        | Médico de familia                      | Ganador   |
| 1996 | Mejor Actor                        | Médico de familia                      | Ganador   |
| 1997 | Mejor Actor                        | Médico de familia                      | Ganador   |
| 1998 | Mejor Actor                        | Médico de familia                      | Nominado  |
| 1999 | Mejor Actor                        | Médico de familia                      | Nominado  |

### Premios Emmy
| Año  | Categoría               | Programa                 | Resultado |
| ---- | ----------------------- | ------------------------ | --------- |
| 1983 | Mejor programa de humor | Ni en vivo ni en directo | Finalista |